# Список Героев Социалистического Труда (Грабин — Грязных)
Эта страница является частью списка Героев Социалистического Труда и перечисляет в алфавитном порядке лиц, удостоенных звания Героя Социалистического Труда, чьи фамилии начинаются с буквы «Г», от Грабин до Грязных.
- Список не включает дважды и трижды Героев Социалистического Труда, а также лиц, лишённых этого звания.
- Список содержит информацию о датах жизни, роде деятельности и дате присвоения звания Героя.
- Герои, удостоенные звания посмертно, выделены в списке  серым цветом .
- Герои, сменившие фамилию после присвоения звания, приводятся в списках дважды, при этом строка с новой фамилией выделяется  бежевым цветом  и не имеет номера.

## Список людей, фамилии которых начинаются с «Г»
| Навигационная таблица | Навигационная таблица   |
| --------------------- | ----------------------- |
| «Г»                   | Габалис — Гаязова       |
| «Г»                   | Гвадзабия — Гныдюк      |
| «Г»                   | Гоберман — Гошхотелиани |
| «Г»                   | Грабин — Грязных        |
| «Г»                   | Губа — Гюрекян          |

| №          | Фамилия, имя, отчество               | Даты жизни              | Деятельность | Дата присвоения | ГС         |
| ---------- | ------------------------------------ | ----------------------- | --- | --------------- | ---------- |
| 1          | Грабин Василий Гаврилович            | 09.01.1900 — 18.04.1980 | Главный конструктор конструкторского бюро ствольной артиллерии завода № 92, генерал-майор технических войск, Горьковская область | 28.10.1940      | [ ГС 1 ]   |
| 2          | Градобык Прасковья Николаевна        | род. 10.11.1933         | Доярка колхоза «Дружба» Нежинского района Черниговской области | 22.03.1966      | [ ГС 2 ]   |
| 3          | Градович Валентина Иосифовна         | 15.05.1928 — 31.05.1995 | Телятница совхоза «Рованичи» Червенского района Минской области | 22.03.1966      | [ ГС 3 ]   |
| 4          | Гражданкин Иван Евдокимович          | 23.04.1910 — 06.10.1976 | Комбайнёр зерносовхоза «Петуховский» Министерства совхозов СССР, Петуховский район Курганской области | 30.05.1952      | [ ГС 4 ]   |
| 5          | Гранин (Герман) Даниил Александрович | 01.01.1919 — 04.07.2017 | Писатель, общественный деятель, гор. Ленинград | 01.03.1989      | [ ГС 5 ]   |
| 6          | Гранкин Пётр Григорьевич             | 24.06.1926 — 27.10.2019 | Бригадир колхоза «Заветы Ленина» Муромцевского района Омской области | 10.03.1980      | [ ГС 6 ]   |
| 6.000001   | Гранкина Екатерина Степановна        | 11.01.1920 — 27.01.1994 | Звеньевая колхоза «Новая жизнь» Минусинского района Красноярского края | 21.02.1949      | [ ГС 7 ]   |
| 7          | Грасе Виктория Язеповна              | 21.08.1918 — 21.11.1985 | Доярка колхоза «Тайсниба» Гулбенского района Латвийской ССР | 15.02.1958      | [ ГС 8 ]   |
| 8          | Грасенков Сергей Иванович            | 06.09.1930 — 24.07.1998 | Бригадир колхоза «Россия» Джанкойского района Крымской области | 07.07.1986      | [ ГС 9 ]   |
| 9          | Граудс Луция Юрьевна                 | 30.08.1914 — 23.09.1986 | Председатель колхоза «Сарканайс старс» Добельского района Латвийской ССР | 22.03.1966      | [ ГС 10 ]  |
| 10         | Граур Иван Филиппович                | 01.01.1928 — 06.08.2014 | Начальник Всесоюзного промышленного объединения горнорудных предприятий (Союзруда) Министерства чёрной металлургии СССР, гор. Москва | 29.04.1986      | [ ГС 11 ]  |
| 11         | Графский Михаил Григорьевич          | 28.09.1907 — 16.01.1993 | Директор госплемзавода имени 17 МЮДа Суздальского района Владимирской области | 23.12.1976      | [ ГС 12 ]  |
| 12         | Грачёв Александр Иванович            | 19.04.1910 — 13.05.1996 | Токарь Климовского машиностроительного завода Министерства машиностроения для лёгкой и пищевой промышленности и бытовых приборов СССР, Московская область                                                                                              | 04.07.1966      | [ ГС 13 ]  |
| 13         | Грачёв Александр Петрович            | 09.06.1928 — 31.08.2018 | Машинист горных выемочных машин шахты имени В. И. Ленина Южнокузбасского производственного объединения по добыче угля Министерства угольной промышленности СССР, Кемеровская область                                                                   | 05.03.1976      | [ ГС 14 ]  |
| 14         | Грачёв Александр Сергеевич           | 25.02.1905 — 18.06.1981 | Бригадир колхоза имени Молотова Чердаклинского района Ульяновской области | 27.02.1948      | [ ГС 15 ]  |
| 15         | Грачёв Василий Васильевич            | 14.03.1904 — 08.11.1980 | Председатель колхоза села Калиновка Хомутовского района Курской области | 07.12.1957      | [ ГС 16 ]  |
| 16         | Грачёв Виктор Васильевич             | 16.03.1923 — 05.02.1996 | Заместитель главного конструктора ОКБ-586 Государственного комитета Совета Министров СССР по оборонной технике, Днепропетровская область | 17.06.1961      | [ ГС 17 ]  |
| 17         | Грачёв Владимир Васильевич           | 08.01.1929 — 30.07.1998 | Сталевар мартеновского цеха машиностроительного завода № 92 Министерства оборонной промышленности СССР, гор. Горький | 28.07.1966      | [ ГС 18 ]  |
| 18         | Грачёв Иван Егорович                 | 22.07.1934 — 16.02.2007 | Слесарь-сборщик Рыбинского производственного объединения моторостроения Министерства авиационной промышленности СССР, Ярославская область | 23.12.1976      | [ ГС 19 ]  |
| 19         | Грачёв Николай Михайлович            | 14.10.1921 — 14.06.1991 | Директор совхоза «Нива» Лысковского района Горьковской области | 24.07.1990      | [ ГС 20 ]  |
| 20         | Грачёва Зинаида Иольевна             | 27.08.1926 — 08.04.2005 | Бригадир фермы колхоза «Пятилетка» Костромского района Костромской области | 04.07.1949      | [ ГС 21 ]  |
| 21         | Грачёва Клавдия Петровна             | 1938 — 06.05.2014       | Доярка колхоза «Родина» Вологодского района Вологодской области | 06.09.1973      | [ ГС 22 ]  |
| 22         | Грбашян Хевонд Мелконович            | 1914 — ????             | Председатель колхоза имени Шаумяна Очемчирского района Абхазской ССР | 03.05.1949      | [ ГС 23 ]  |
| 23         | Грдзелидзе Айша Хасановна            | 1927 — ????             | Звеньевая колхоза имени газеты «Комунисти» Кобулетского района Аджарской АССР | 29.08.1949      | [ ГС 24 ]  |
| 24         | Грдзелидзе Аркадий Михайлович        | 1910 — ????             | Звеньевой колхоза имени Калинина Маяковского района Грузинской ССР | 09.08.1949      | [ ГС 25 ]  |
| 25         | Грдзелидзе Шалва Сардионович         | 22.06.1905 — ????       | Старший агроном Очхамурского совхоза имени Сталина Министерства сельского хозяйства СССР, Кобулетский район Аджарской АССР | 27.07.1951      | [ ГС 26 ]  |
| 26         | Гребенников Павел Фёдорович          | 18.03.1912 — 26.03.1975 | Директор Полтавской МТС Полтавского района Омской области | 11.01.1957      | [ ГС 27 ]  |
| 27         | Гребенченко Евдокия Степановна       | 1918 — ????             | Звеньевая колхоза «Красный партизан» Лабинского района Краснодарского края | 06.05.1948      | [ ГС 28 ]  |
| 28         | Гребень Владимир Петрович            | род. 01.08.1933         | Машинист льноперерабатывающего агрегата колхоза имени Шевченко Владимирецкого района Ровенской области | 30.04.1966      |            |
| 29         | Гребень Леонид Кондратьевич          | 18.08.1888 — 10.07.1980 | Старший научный сотрудник — консультант по свиноводству и овцеводству Украинского института животноводства степных районов имени М. Ф. Иванова ВАСХНИЛ («Аскания-Нова»), академик ВАСХНИЛ, Херсонская область                                          | 17.08.1968      | [ ГС 29 ]  |
| 30         | Гребенюк Андрей Гаврилович           | 1902—1979               | Скотник мясного совхоза «Приозёрный» Министерства совхозов СССР, Никольский район Астраханской области | 17.09.1949      | [ ГС 30 ]  |
| 31         | Гребенюк Василий Андреевич           | 29.09.1924 — 09.06.2000 | Директор Лениногорского полиметаллического комбината Министерства цветной металлургии СССР, Восточно-Казахстанская область | 30.03.1971      | [ ГС 31 ]  |
| 32         | Гребенюк Иван Иванович               | 1911 — ????             | Директор Сигнаевской МТС Шполянского района Киевской области | 17.07.1951      |            |
| 33         | Гребенюк Мария Андреевна             | 13.02.1925 — 31.10.1994 | Скотница мясного совхоза «Приозёрный» Министерства совхозов СССР, Никольский район Астраханской области | 17.09.1949      | [ ГС 32 ]  |
| 34         | Гребенюков Николай Александрович     | 29.10.1925 — ????       | Бригадир слесарей Джамбулского сахарного комбината Министерства пищевой промышленности Казахской ССР, Джамбулская область | 17.01.1974      | [ ГС 33 ]  |
| 35         | Гребещенко Дмитрий Николаевич        | 1905 — ????             | Бригадир колхоза имени Калинина Кировского района Таласской области | 29.05.1950      | [ ГС 34 ]  |
| 36         | Гребнев Валентин Михайлович          | 26.10.1927 — 14.08.2023 | Первый секретарь Лужского горкома КПСС, Ленинградская область | 13.03.1981      | [ ГС 35 ]  |
| 37         | Грекова Ефросинья Ивановна           | 1910 — ????             | Звеньевая колхоза «Червоный лан» Коломакского района Харьковской области | 16.02.1948      | [ ГС 36 ]  |
| 38         | Грекова Ольга Васильевна             | 12.08.1918 — 12.06.1994 | Звеньевая колхоза «Червоный лан» Коломакского района Харьковской области | 16.02.1948      | [ ГС 37 ]  |
| 39         | Гресь Василий Иосифович              | 13.02.1925 — 07.02.2007 | Водитель автомобиля Брестского автокомбината № 1 Министерства автомобильного транспорта Белорусской ССР | 05.03.1976      | [ ГС 38 ]  |
| 40         | Грехов Василий Афанасьевич           | 1913 — ????             | Председатель колхоза «Россия» Вольского района Саратовской области | 20.11.1958      | [ ГС 39 ]  |
| 40.000002  | Грец Екатерина Фёдоровна             | 1927 — ????             | Звеньевая колхоза «Первое Мая» Скадовского района Херсонской области | 21.08.1951      | [ ГС 40 ]  |
| 41         | Гречаная Евдокия Афанасьевна         | 09.07.1925 — ????       | Врач детской больницы № 6, гор. Запорожье | 23.10.1978      | [ ГС 41 ]  |
| 42         | Гречаник Артемий Степанович          | 1906 — ????             | Комбайнёр Пролетарской МТС Таврического района Восточно-Казахстанской области | 11.01.1957      | [ ГС 42 ]  |
| 43         | Гречихин Михаил Иванович             | 02.09.1916 — 02.09.1974 | Комбайнёр Раздольненской МТС Крымской области | 07.06.1952      | [ ГС 43 ]  |
| 44         | Гречишкин Иван Фёдорович             | 27.02.1938 — 20.01.2025 | Бригадир гидроизолировщиков управления строительства Нововоронежской атомной электростанции Министерства энергетики и электрификации СССР, Воронежская область                                                                                         | 08.09.1981      | [ ГС 44 ]  |
| 45         | Гречишников Владимир Фёдорович       | 27.06.1917 — 15.08.1958 | Заместитель главного конструктора КБ-11 Первого Главного управления Совета Министров СССР, Горьковская область | 04.01.1954      | [ ГС 45 ]  |
| 46         | Гречка Зоя Михайловна                | 06.03.1924 — ????       | Звеньевая колхоза имени Кагановича Верхне-Хортицкого района Запорожской области | 28.02.1949      | [ ГС 46 ]  |
| 47         | Гречкин Павел Игнатьевич             | 19.05.1900 — 03.05.1970 | Бригадир каменщиков трубосварочного цеха Челябинского трубопрокатного завода Челябинского совнархоза | 19.07.1958      | [ ГС 47 ]  |
| 48         | Гречко Владимир Григорьевич          | 30.09.1935 — 22.02.1994 | Бригадир комплексной бригады Полярнинского горно-обогатительного комбината Северовосточного производственного золотодобывающего объединения (Северовостокзолото) Министерства цветной металлургии СССР, Чукотский автономный округ Магаданской области | 24.10.1985      | [ ГС 48 ]  |
| 49         | Гречухина Мария Яковлевна            | 1909 — ????             | Звеньевая колхоза имени Крупской Кагановичского района Фрунзенской области | 26.03.1948      | [ ГС 49 ]  |
| 50         | Грешнев Иван Дмитриевич              | 1911 — ????             | Плавильщик Московского завода алюминиевых сплавов Московского городского совнархоза | 09.06.1961      |            |
| 51         | Грешнов Александр Капитонович        | 15.12.1909 — 04.01.1991 | Начальник управления строительства № 601 Министерства среднего машиностроения СССР, полковник инженерно-технической службы, Томская область | 07.03.1962      | [ ГС 50 ]  |
| 52         | Гржибовский Николай Гилярович        | 15.09.1913 — 05.05.1998 | Бригадир совхоза имени Чкалова Бахчисарайского района Крымской области | 26.02.1958      | [ ГС 51 ]  |
| 53         | Грибанов Василий Фёдорович           | 10.03.1925 — 05.04.2003 | Мастер Перовского завода по ремонту электроподвижного состава Московского областного совнархоза | 01.08.1959      |            |
| 54         | Грибанов Виктор Алексеевич           | 28.07.1922 — 31.05.2011 | Первый секретарь Вологодского райкома КПСС, Вологодская область | 22.03.1966      | [ ГС 52 ]  |
| 55         | Грибанов Михаил Васильевич           | 10.01.1928 — 25.10.2011 | Бригадир колхоза «Ленинский путь» Хохольского района Воронежской области | 08.04.1971      | [ ГС 53 ]  |
| 56         | Грибанова Антонина Сергеевна         | 09.02.1932 — 05.03.1999 | Швея-мотористка Горьковского производственного объединения «Маяк» по изготовлению женской и детской одежды Министерства лёгкой промышленности РСФСР | 05.04.1971      | [ ГС 54 ]  |
| 57         | Грибанова Зоя Александровна          | 27.02.1927 — 29.03.2005 | Звеньевая колхоза «Прожектор» Уренского района Горьковской области | 30.04.1966      | [ ГС 55 ]  |
| 58         | Грибанова Любовь Сергеевна           | 14.12.1941 — 16.02.2023 | Доярка колхоза имени Крупской Аркадакского района Саратовской области | 06.09.1973      | [ ГС 56 ]  |
| 59         | Грибачёв Николай Матвеевич           | 19.12.1910 — 10.03.1992 | Секретарь правления Союза писателей СССР, главный редактор журнала «Советский Союз», гор. Москва | 27.09.1974      | [ ГС 57 ]  |
| 60         | Грибинько Анастасия Фёдоровна        | 1914 — ????             | Звеньевая Дубовязвского свеклосовхоза Министерства пищевой промышленности СССР, Дубовязовский район Сумской области | 12.09.1949      |            |
| 61         | Грибков Михаил Дмитриевич            | 24.07.1908 — 29.07.2001 | Комбайнёр зернового совхоза «Газырский» Министерства совхозов СССР, Гражданский район Краснодарского края | 12.06.1952      | [ ГС 58 ]  |
| 62         | Грибков Семён Давыдович              | 1920—1989               | Бригадир колхоза «Победа» Богородицкого района Тульской области | 28.02.1948      | [ ГС 59 ]  |
| 63         | Грибов Алексей Николаевич            | 13.02.1902 — 26.11.1977 | Актёр Московского художественного академического театра Союза ССР имени М. Горького, народный артист СССР | 02.02.1972      | [ ГС 60 ]  |
| 64         | Грибов Владимир Матвеевич            | 29.08.1909 — 13.06.1993 | Директор Центрального научно-исследовательского института «Электроприбор» Министерства судостроительной промышленности СССР, гор. Ленинград | 30.03.1970      | [ ГС 61 ]  |
| 65         | Грибун Владимир Мефодьевич           | 01.01.1932 — 17.12.2016 | Бригадир горнорабочих очистного забоя шахты имени Ленинского комсомола производственного объединения «Укрзападуголь» Министерства угольной промышленности Украинской ССР, Львовская область                                                            | 02.03.1981      | [ ГС 62 ]  |
| 66         | Гривенко Игнат Семёнович             | 1916 — 16.07.1996       | Управляющий отделением совхоза «Динамо» Нехаевского района Волгоградской области | 08.04.1971      | [ ГС 63 ]  |
| 67         | Гривко Никита Дмитриевич             | 13.06.1906 — ????       | Директор совхоза «Заря» Промышленновского района Кемеровской области | 22.03.1966      | [ ГС 64 ]  |
| 68         | Гривцова Мария Андреевна             | 1908 — ????             | Звеньевая колхоза имени Кирова Камышевахского района Запорожской области | 18.05.1949      | [ ГС 65 ]  |
| 69         | Григораш Андрей Ильевич              | род. 1933               | Бригадир колхоза «Ленинская искра» Дрокиевского района Молдавской ССР | 10.03.1978      |            |
| 70         | Григораш Любовь Дмитриевна           | род. 06.10.1939         | Доярка колхоза имени Ленина Марьинского района Донецкой области | 22.03.1966      | [ ГС 66 ]  |
| 71         | Григоращенко Анатолий Лукич          | 28.12.1930 — 22.09.1999 | Машинист бумагоделательной машины Жидачовского картонно-бумажного комбината им 50-летия Великой Октябрьской социалистической революции Министерства целлюлозно-бумажной промышленности СССР, Львовская область                                         | 20.04.1971      |            |
| 72         | Григоращук Василий Петрович          | 13.03.1918 — 01.04.1980 | Председатель колхоза имени Мичурина Кицманского района Черновицкой области | 26.02.1958      | [ ГС 67 ]  |
| 73         | Григоращук Рахиля Юрьевна            | 10.10.1920 — 17.09.2014 | Звеньевая колхоза имени Ленина Кицманского района Черновицкой области | 08.04.1971      | [ ГС 68 ]  |
| 74         | Григоревский Илья Власович           | 22.07.1912 — 22.02.1979 | Комбайнёр Красносельской МТС Штейнгартского района Краснодарского края | 17.07.1951      | [ ГС 69 ]  |
| 75         | Григоренко Владимир Николаевич       | 22.01.1924 — ????       | Оператор Одесской перевалочной нефтебазы № 5 Главнефтеснаба Украинской ССР | 20.04.1971      | [ ГС 70 ]  |
| 76         | Григоренко Григорий Степанович       | 1896 — ????             | Агроном колхоза имени Хрущёва Марьинского района Сталинской области | 02.06.1950      | [ ГС 71 ]  |
| 77         | Григоренко Дмитрий Тимофеевич        | 23.02.1913 — 30.07.1986 | Машинист врубовой машины участка № 2 шахты № 6 «Капитальная» треста «Кизелуголь» комбината «Молотовуголь» Министерства угольной промышленности СССР, Молотовская область                                                                               | 26.04.1957      | [ ГС 72 ]  |
| 78         | Григоренко Надежда Ивановна          | 17.09.1917 — 18.10.2004 | Бригадир откатчиков шахты имени XX лет РККА треста «Шахтантрацит», гор. Шахты Ростовской области | 07.03.1960      | [ ГС 73 ]  |
| 79         | Григорова Вера Петровна              | род. 10.01.1924         | Звеньевая колхоза «8-е березня» Купянского района Харьковской области | 16.02.1948      | [ ГС 74 ]  |
| 80         | Григорович Юрий Николаевич           | 02.01.1927 — 19.05.2025 | Главный балетмейстер Государственного академического Большого театра СССР, народный артист СССР, гор. Москва | 31.12.1986      | [ ГС 75 ]  |
| 81         | Григорьев Алексей Григорьевич        | 08.12.1921 — 19.06.1974 | Слесарь комбината № 815 Министерства среднего машиностроения СССР, Красноярский край | 07.03.1962      | [ ГС 76 ]  |
| 82         | Григорьев Анатолий Владимирович      | 31.10.1931 — 17.02.2020 | Командир авиационной эскадрильи Отдельного авиационного отряда гражданской авиации Министерства гражданской авиации СССР, гор. Москва | 04.02.1983      | [ ГС 77 ]  |
| 83         | Григорьев Анатолий Дмитриевич        | 1938 — 07.1989          | Конвертерщик Надеждинского металлургического завода Норильского горно-металлургического комбината имени А. П. Завенягина Министерства цветной металлургии СССР, Красноярский край                                                                      | 08.07.1985      | [ ГС 78 ]  |
| 84         | Григорьев Борис Николаевич           | 10.01.1927 — 22.03.1994 | Бригадир слесарей-монтажников Первого Липецкого специализированного монтажного управления треста «Металлургпрокатмонтаж» Министерства монтажных и специальных строительных работ СССР                                                                  | 03.09.1980      | [ ГС 79 ]  |
| 85         | Григорьев Вениамин Демьянович        | 17.01.1932 — 27.05.2005 | Директор Казанского завода резиновых технических изделий Министерства нефтеперерабатывающей и нефтехимической промышленности СССР, Татарская АССР | 06.04.1981      | [ ГС 80 ]  |
| 86         | Григорьев Владимир Петрович          | 28.07.1934 — 01.09.2011 | Тракторист совхоза «Труд» Волосовского района Ленинградской области | 26.06.1985      | [ ГС 81 ]  |
| 87         | Григорьев Григорий Савельевич        | 16.07.1924 — 21.05.2001 | Проходчик шахты № 3-ц треста «Артёмуголь» комбината «Приморскуголь» Министерства угольной промышленности СССР, Приморский край | 26.04.1957      | [ ГС 82 ]  |
| 88         | Григорьев Иван Васильевич            | 01.10.1933 — 06.05.2014 | Директор государственного племенного завода «Россия», Сосновский район Челябинской области | 26.03.1991      | [ ГС 83 ]  |
| 89         | Григорьев Иван Иванович              | 02.02.1930 — 12.03.2011 | Управляющий отделением совхоза «Луговое» Вейделевского района Белгородской области | 11.12.1973      | [ ГС 84 ]  |
| 90         | Григорьев Матвей Панкратьевич        | 1897 — ????             | Председатель колхоза имени Карла Либкнехта Одесского района Одесской области | 04.07.1949      | [ ГС 85 ]  |
| 91         | Григорьев Михаил Николаевич          | 1910 — ????             | Старший механик Хакасской МТС Усть-Абаканского района Красноярского края | 07.01.1948      | [ ГС 86 ]  |
| 92         | Григорьев Николай Иванович           | 16.09.1925 — 26.02.2004 | Старший мастер по сложным работам Тюменской комплексной геологоразведочной экспедиции Министерства геологии РСФСР, Ямало-Ненецкий национальный округ                                                                                                   | 23.01.1968      | [ ГС 87 ]  |
| 93         | Григорьев Пётр Андреевич             | 09.12.1914 — 16.07.1980 | Директор Омского моторостроительного завода имени П. И. Баранова Министерства авиационной промышленности СССР | 26.04.1971      | [ ГС 88 ]  |
| 94         | Григорьев Сергей Ефимович            | 1907 — 22.05.1955       | Главный инженер комбината «Молотовуголь» Министерства угольной промышленности восточных районов СССР, Молотовская область | 28.08.1948      | [ ГС 89 ]  |
| 95         | Григорьева Валентина Степановна      | 17.07.1926 — 13.12.1972 | Колхозница колхоза «Дружба» Урмарского района Чувашской АССР | 13.07.1950      | [ ГС 90 ]  |
| 96         | Григорьева Галина Алексеевна         | 16.04.1911 — 15.01.1980 | Подменная доярка племенного молочного совхоза «Караваево» Министерства совхозов СССР, Костромской район Костромской области | 16.10.1950      | [ ГС 91 ]  |
| 97         | Григорьева Дарья Никитична           | 04.03.1913 — 19.02.2001 | Доярка совхоза «Хромцово» Белоярского района Свердловской области | 22.03.1966      | [ ГС 92 ]  |
| 97.000003  | Григорьева Зинаида Алексеевна        | 24.05.1923 — 23.08.1996 | Звеньевая семеноводческого колхоза «Строитель» Славковского района Псковской области | 12.07.1949      | [ ГС 93 ]  |
| 98         | Григорьева Клавдия Яковлевна         | 15.03.1912 — 04.10.1962 | Доярка животноводческого совхоза «Аугсткалне» Министерства мясной и молочной промышленности СССР, Добельский район Латвийской ССР | 03.11.1951      | [ ГС 94 ]  |
| 99         | Григорьева Лилия Николаевна          | 22.05.1930 — 11.11.2004 | Скотница племенного молочного совхоза «Караваево» Министерства совхозов СССР, Костромской район Костромской области | 16.10.1950      | [ ГС 95 ]  |
| 100        | Григорьянц Ерванд Леонтьевич         | 1889 — 24.08.1955       | Звеньевой колхоза имени Шаумяна, гор. Кизляр Грозненской области | 17.09.1949      | [ ГС 96 ]  |
| 101        | Григорян Акоп Сираканович            | 1899—1991               | Председатель колхоза «Кармир Октембер» Нор-Баязетского района Армянской ССР | 02.02.1948      | [ ГС 97 ]  |
| 102        | Григорян Амаяк Саакович              | 1908—1975               | Председатель колхоза имени Калинина Микоянского района Армянской ССР | 17.08.1950      | [ ГС 98 ]  |
| 103        | Григорян Грануш Гютовна              | 1926 — ????             | Звеньевая колхоза имени Калинина Микоянского района Армянской ССР | 17.08.1950      | [ ГС 99 ]  |
| 104        | Григорян Пепрона Амбарцумовна        | 1912 — ????             | Звеньевая колхоза «Парижская коммуна» Арташатского района Армянской ССР | 16.10.1950      | [ ГС 100 ] |
| 105        | Григорян Рубен Арамаисович           | 24.11.1917 — 25.11.1976 | Директор Прикаспийского горно-металлургического комбината Министерства среднего машиностроения СССР, гор. Шевченко Гурьевской области | 29.07.1966      | [ ГС 101 ] |
| 106        | Григорян Эмма Ншановна               | 1923 — ????             | Звеньевая колхоза имени Берия Октемберянского района Армянской ССР | 14.06.1950      | [ ГС 102 ] |
| 107        | Гридасов Владимир Сергеевич          | 26.09.1941 — 08.05.1997 | Бригадир комплексной бригады химико-гидрометаллургического завода Прикаспийского горно-металлургического комбината Министерства среднего машиностроения СССР, гор. Шевченко Мангышлакской области                                                      | 14.09.1984      | [ ГС 103 ] |
| 108        | Гридин Георгий Степанович            | 12.11.1912 — 03.11.1981 | Управляющий трестом «Иртышуголь» Управления угольной промышленности Казахской ССР, Павлодарская область | 29.06.1966      | [ ГС 104 ] |
| 109        | Гриднев Сергей Петрович              | 11.01.1902 — 01.05.1984 | Бригадир колхоза имени Ленина Курганинского района Краснодарского края | 24.02.1948      | [ ГС 105 ] |
| 110        | Гриднева Ольга Георгиевна            | 18.06.1933 — 29.06.2025 | Председатель колхоза имени XXII съезда КПСС Ишимского района Тюменской области | 13.12.1972      | [ ГС 106 ] |
| 111        | Гризодубова Валентина Степановна     | 27.04.1909 — 28.04.1993 | Заместитель начальника Московского института приборостроения Министерства радиопромышленности СССР | 06.01.1986      | [ ГС 107 ] |
| 112        | Гринда Николай Иванович              | 1928 — ????             | Бригадир горнорабочих очистного забоя шахты «Октябрьская» треста «Куйбышевуголь» комбината «Донецкуголь» Министерства угольной промышленности Украинской ССР, Донецкая область                                                                         | 29.06.1966      | [ ГС 108 ] |
| 113        | Гринёва Галина Михайловна            | род. 1942               | Регулировщица аппаратуры Рижского производственного объединения «ВЭФ» имени В. И. Ленина Министерства промышленности средств связи СССР, Латвийская ССР                                                                                                | 08.06.1977      | [ ГС 109 ] |
| 114        | Гриненко Анна Андреевна              | 1917 — 09.12.1996       | Директор московской кондитерской фабрики «Красный Октябрь» Министерства пищевой промышленности РСФСР | 21.07.1966      | [ ГС 110 ] |
| 115        | Гринишина Анна Дмитриевна            | 05.06.1924 — ????       | Звеньевая колхоза «1 Мая» Винницкого района Винницкой области | 28.08.1952      | [ ГС 111 ] |
| 116        | Гриновецкий Иосиф Иванович           | 1929—2005               | Горнорабочий очистного забоя шахтоуправления «Октябрьское» комбината «Макеевуголь» Министерства угольной промышленности Украинской ССР, Донецкая область                                                                                               | 30.03.1971      | [ ГС 112 ] |
| 117        | Гринченко Анатолий Гаврилович        | 07.08.1941 — 13.12.1998 | Слесарь Харьковского моторостроительного завода «Серп и молот» Харьковского моторостроительного производственного объединения «Серп и молот» Министерства тракторного и сельскохозяйственного машиностроения СССР                                      | 24.09.1982      | [ ГС 113 ] |
| 117.000004 | Гринчик Мария Филипповна             | 30.03.1928 — 29.10.2016 | Директор общеобразовательной санаторной школы-интерната № 3 гор. Днепропетровска | 01.07.1968      | [ ГС 114 ] |
| 118        | Гринь Михаил Петрович                | 10.03.1924 — 12.03.2003 | Буровой мастер конторы бурения № 3 треста «Альметьевбурнефть» Татарского совнархоза | 19.03.1959      | [ ГС 115 ] |
| 119        | Гринько Анна Григорьевна             | 1918 — ????             | Звеньевая колхоза имени Кирова Мало-Девицкого района Черниговской области | 23.04.1952      | [ ГС 116 ] |
| 120        | Гринько Иван Яковлевич               | 11.04.1920 — 09.09.2000 | Комбайнёр Старо-Деревянковской МТС Каневского района Краснодарского края | 13.06.1952      | [ ГС 117 ] |
| 121        | Гринько Фёдор Митрофанович           | 28.02.1896 — 23.08.1966 | Председатель колхоза имени Молотова Шипуновского района Алтайского края | 04.03.1948      | [ ГС 118 ] |
| 122        | Гринюк Александр Максимович          | 02.12.1914 — 20.08.1985 | Начальник цеха Новомосковского химического завода имени В. И. Ленина Министерства химической промышленности СССР, Тульская область | 20.04.1971      | [ ГС 119 ] |
| 123        | Грицаев Владимир Владимирович        | 1923 — 17.12.1998       | Рабочий предприятия Министерства радиопромышленности СССР, гор. Москва | 26.04.1971      |            |
| 124        | Грицаенко Николай Феофанович         | 14.12.1920 — 27.09.2001 | Командир отделения группы технической разведки искусственных сооружений 79-го отдельного строительного путевого батальона 5-й железнодорожной бригады, Воронежская область                                                                             | 05.11.1943      | [ ГС 120 ] |
| 125        | Грицаенко Ульяна Васильевна          | род. 1921               | Звеньевая свеклосовхоза имени Кирова Министерства пищевой промышленности СССР, Сумская область | 30.04.1948      |            |
| 126        | Грицай Анна Терентьевна              | 1917 — ????             | Свинарка свиноводческого совхоза «Забойщик» Министерства совхозов СССР, Лисичанский район Ворошиловградской области | 22.10.1949      | [ ГС 121 ] |
| 127        | Грицай Григорий Алексеевич           | 23.11.1909 — 05.09.1982 | Комбайнёр Рузаевского совхоза Рузаевского района Кокчетавской области | 11.01.1957      | [ ГС 122 ] |
| 128        | Грицай Евдокия Павловна              | 02.03.1928 — 28.08.2006 | Звеньевая колхоза «16-й партсъезд» Нехворощанского района Полтавской области | 16.02.1948      | [ ГС 123 ] |
| 129        | Грицай Николай Иванович              | 26.05.1938 — 28.01.1992 | Механизатор колхоза «Жовтнева революция» Коропского района Черниговской области | 08.12.1973      | [ ГС 124 ] |
| 130        | Гриценко Владимир Васильевич         | 1914 — 02.06.1994       | Директор семеноводческого совхоза «Таза-Урук» Министерства совхозов СССР, Самаркандская область | 26.04.1948      |            |
| 131        | Гриценко Владимир Павлович           | 04.04.1929 — 29.07.1999 | Первый секретарь Новоазовского райкома Компартии Украины, Донецкая область | 08.12.1973      | [ ГС 125 ] |
| 132        | Гриценко Ксения Селивёрстовна        | 1919 — 02.06.1994       | Старший мастер Красноярского хлебозавода № 2 Министерства пищевой промышленности РСФСР | 26.04.1971      | [ ГС 126 ] |
| 133        | Гриценко Михаил Иванович             | 02.1921 — 10.1983       | Мастер доменного цеха Алчевского металлургического завода имени Ворошилова Луганского совнархоза | 19.07.1958      | [ ГС 127 ] |
| 134        | Грицик Дмитрий Сергеевич             | 1890—1992               | Бригадир колхоза «Большевик» Северского района Краснодарского края | 06.05.1948      | [ ГС 128 ] |
| 135        | Грицик Ефросиния Акапсимовна         | 1923—1988               | Звеньевая колхоза «Большевик» Северского района Краснодарского края | 06.05.1948      | [ ГС 129 ] |
| 136        | Грицкевич Анна Арсентьевна           | 07.02.1912 — 18.10.1998 | Обмотчица завода «Севкабель» Ленинградского совнархоза | 07.03.1960      | [ ГС 130 ] |
| 137        | Грицук Игорь Николаевич              | 25.12.1916 — 22.08.1965 | Капитан парохода «Азов» Сахалинского государственного морского пароходства Министерства морского флота СССР, | 03.08.1960      | [ ГС 131 ] |
| 138        | Грицук Пётр Яковлевич                | 07.07.1927 — 20.09.2008 | Скотник колхоза «Родина» Дрогичинского района Брестской области | 22.03.1966      | [ ГС 132 ] |
| 139        | Гришаев Александр Митрофанович       | 01.07.1916 — 19.03.1996 | Тракторист Толстихинской МТС Уярского района Красноярского края | 01.06.1949      | [ ГС 133 ] |
| 140        | Гришаева Лидия Максимовна            | 26.07.1915 — 28.07.1998 | Заведующая отделением центральной больницы имени Н. А. Семашко, гор. Куйбышев | 04.02.1969      | [ ГС 134 ] |
| 141        | Гришалёв Виктор Фёдорович            | 01.11.1928 — 26.03.1995 | Бригадир колхоза имени XXII съезда КПСС Широковского района Днепропетровской области | 19.04.1967      | [ ГС 135 ] |
| 142        | Гришан Алексей Семёнович             | 28.05.1924 — 16.07.1991 | Бригадир машинистов экскаваторов рудоуправления № 2 Целинного горно-химического комбината Министерства среднего машиностроения СССР, гор. Степногорск Целиноградской области                                                                           | 26.04.1971      | [ ГС 136 ] |
| 143        | Гришанков Алексей Андреевич          | 30.05.1911 — 17.05.1977 | Председатель колхоза имени Ковалёва Фроловского района Волгоградской области | 22.03.1966      | [ ГС 137 ] |
| 144        | Гришанов Василий Фёдорович           | род. 25.10.1928         | Бригадир комплексной бригады строительного управления Прибалтийской ГРЭС треста «Севзапэнергострой» Министерства энергетики и электрификации СССР, Эстонская ССР                                                                                       | 04.10.1966      |            |
| 145        | Гришин Александр Петрович            | 19.03.1916 — 11.02.2012 | Слесарь-сборщик Тульского машиностроительного завода Министерства оборонной промышленности СССР | 26.04.1971      | [ ГС 138 ] |
| 146        | Гришин Борис Андреевич               | 25.10.1907 — 20.10.1985 | Капитан парохода «Александр Можайский» Дальневосточного государственного морского пароходства Министерства морского флота СССР, Приморский край | 03.08.1960      | [ ГС 139 ] |
| 147        | Гришин Виктор Константинович         | 28.07.1928 — 24.05.2003 | Генеральный конструктор — генеральный директор научно-производственного объединения «Фазотрон» — директор Научно-исследовательского института приборостроения Министерства радиопромышленности СССР, гор. Москва                                       | 02.02.1982      | [ ГС 140 ] |
| 148        | Гришин Владимир Фёдорович            | 01.12.1929 — 31.01.2006 | Председатель колхоза «Заветы Ильича» Серафимовичского района Волгоградской области | 23.06.1966      | [ ГС 141 ] |
| 149        | Гришин Леонид Александрович          | 19.07.1923 — 1992       | Слесарь-сборщик Тульского оружейного завода Тульского совнархоза | 12.05.1962      | [ ГС 142 ] |
| 150        | Гришин Пётр Иванович                 | 06.10.1914 — 01.02.1985 | Генеральный директор Владимирского тракторомоторостроительного производственного объединения Министерства тракторного и сельскохозяйственного машиностроения СССР                                                                                      | 16.03.1976      | [ ГС 143 ] |
| 151        | Гришин Сергей Ильич                  | 1915 — ????             | Машинист врубовой машины шахты № 4 треста «Скуратовуголь» комбината «Тулауголь» Министерства угольной промышленности западных районов СССР, Тульская область                                                                                           | 28.08.1948      | [ ГС 144 ] |
| 152        | Гришин Тимофей Фёдорович             | 1911 — 14.09.1958       | Бригадир навалоотбойщиков шахты Ново-Моспино комбината «Сталинуголь» Министерства угольной промышленности западных районов СССР, Сталинская область | 28.08.1948      | [ ГС 145 ] |
| 152.000005 | Гришина Валентина Дмитриевна         | 13.08.1927 — 11.11.2014 | Доярка племенного молочного совхоза «Караваево» Костромского района Костромской области | 03.12.1951      | [ ГС 146 ] |
| 153        | Гришина Мария Фёдоровна              | 10.04.1923 — ????       | Бригадир виноградарской бригады винкомбината «Перемога наймытив» Ново-Маячковского района Херсонской области | 26.02.1958      | [ ГС 147 ] |
| 154        | Гришина Пелагея Николаевна           | 13.12.1925 — 1995       | Рабочая Брянского химического завода Министерства машиностроения СССР | 26.04.1971      | [ ГС 148 ] |
| 155        | Гришко Александра Петровна           | род. 29.03.1927         | Звеньевая колхоза «Первое Мая» Скадовского района Херсонской области | 21.08.1951      | [ ГС 149 ] |
| 156        | Гришманов Иван Александрович         | 17.10.1906 — 04.01.1979 | Министр промышленности строительных материалов СССР, гор. Москва | 15.10.1976      | [ ГС 150 ] |
| 157        | Гришняев Александр Иванович          | 17.09.1928 — 20.02.1987 | Слесарь-сборщик Пензенского приборостроительного завода Министерства среднего машиностроения СССР | 26.04.1971      | [ ГС 151 ] |
| 158        | Грищенко Константин Фёдорович        | 1918 — ????             | Огнеупорщик Будянского фаянсового завода «Серп и молот» Министерства лёгкой промышленности Украинской ССР, Харьковская область | 09.06.1966      |            |
| 159        | Грищенко Ольга Фёдоровна             | 1918 — ????             | Доярка подсобного хозяйства «Чайка» Киево-Святошинского района Киевской области | 22.03.1966      | [ ГС 152 ] |
| 160        | Грищук Надежда Никаноровна           | род. 26.11.1923         | Ткачиха Красноярского шёлкового комбината Министерства лёгкой промышленности РСФСР | 05.04.1971      | [ ГС 153 ] |
| 161        | Гроза Дмитрий Дмитриевич             | 1927 — ????             | Дояр колхоза имени Ворошилова Флорештского района Молдавской ССР | 15.02.1957      | [ ГС 154 ] |
| 162        | Грозин Артур Алексеевич              | 12.01.1936 — 28.05.2016 | Горнорабочий Берелёхского горно-обогатительного комбината Северо-Восточного производственного золотодобывающего объединения (Северовостокзолото) Министерства цветной металлургии СССР, Магаданская область                                            | 19.04.1982      | [ ГС 155 ] |
| 163        | Грозин Михаил Карпович               | 06.11.1908 — 14.07.1987 | Начальник Мамско-Чуйской комплексной геологоразведочной экспедиции Иркутского геологического управления Министерства геологии РСФСР | 20.04.1971      | [ ГС 156 ] |
| 164        | Гроицкий Иван Николаевич             | 07.01.1935 — 12.11.1993 | Звеньевой колхоза «Дружба» Волоконовского района Белгородской области | 11.12.1973      | [ ГС 157 ] |
| 165        | Гром Григорий Иванович               | 19.11.1928 — 20.12.1987 | Заведующий отделением республиканской детской больницы, гор. Рига Латвийской ССР | 23.10.1978      | [ ГС 158 ] |
| 166        | Громадский Андрей Степанович         | 29.11.1920 — 10.05.2009 | Председатель колхоза имени Кирова Колыванского района Новосибирской области | 23.12.1976      | [ ГС 159 ] |
| 167        | Громадько Андрей Григорьевич         | 14.10.1914 — 11.11.1997 | Начальник цеха завода железобетонных изделий № 8 Министерства промышленности строительных материалов РСФСР, гор. Москва | 28.07.1966      | [ ГС 160 ] |
| 168        | Громаков Григорий Петрович           | 30.10.1917 — 01.03.2017 | Старший вальцовщик прокатного цеха Макеевского металлургического завода имени С. М. Кирова Сталинского совнархоза | 19.07.1958      | [ ГС 161 ] |
| 169        | Громашевский Лев Васильевич          | 13.10.1887 — 01.05.1980 | Научный консультант Киевского научно-исследовательского института эпидемиологии, микробиологии и паразитологии Министерства здравоохранения Украинской ССР, академик Академии медицинских наук СССР                                                    | 01.11.1967      | [ ГС 162 ] |
| 170        | Громийчук Пелагея Тимофеевна         | 10.11.1916 — 1990       | Звеньевая колхоза имени XX партсъезда Голованевского района Кировоградской области | 26.02.1958      | [ ГС 163 ] |
| 171        | Громиков Михаил Яковлевич            | 01.01.1912 — 1995       | Председатель колхоза «Заветы Ленина» Новокубанского района Краснодарского края | 22.03.1966      | [ ГС 164 ] |
| 172        | Громов Александр Матвеевич           | 26.11.1926 — 10.05.1998 | Бригадир комплексной бригады строительного управления № 2 строительного треста № 1 Министерства строительства Белорусской ССР, гор. Минск | 11.08.1966      | [ ГС 165 ] |
| 173        | Громов Александр Петрович            | 29.03.1913 — 07.1987    | Слесарь Уфимского моторостроительного завода Министерства авиационной промышленности СССР, Башкирская АССР | 22.07.1966      | [ ГС 166 ] |
| 174        | Громов Алексей Абрамович             | 01.04.1926 — 12.01.2012 | Бригадир комплексной бригады строительного управления № 3 треста «Мосжилстрой» Главмосстроя Мосгорисполкома | 11.03.1974      | [ ГС 167 ] |
| 175        | Громов Анатолий Александрович        | 30.01.1907 — 03.02.1997 | Директор Первого государственного подшипникового завода Министерства автомобильной промышленности СССР, гор. Москва | 05.04.1971      | [ ГС 168 ] |
| 176        | Громов Анатолий Матвеевич            | 03.10.1924 — 12.11.2015 | Главный конструктор радиоэлектронной аппаратуры научно-производственного объединения «Ленинец» Министерства радиопромышленности СССР, гор. Ленинград                                                                                                   | 03.09.1981      | [ ГС 169 ] |
| 177        | Громов Борис Вениаминович            | 17.07.1909 — 13.04.1984 | Главный инженер радиохимического завода (объект «Б») комбината № 817 Первого главного управления при Совете Министров СССР, Челябинская область | 29.10.1949      | [ ГС 170 ] |
| 178        | Громов Виктор Георгиевич             | 14.03.1927 — 28.01.2010 | Главный врач участковой больницы Тарского района Омской области | 04.02.1969      | [ ГС 171 ] |
| 179        | Громов Геннадий Николаевич           | 26.11.1937 — 15.06.2004 | Генеральный конструктор — ответственный научно-технический руководитель научно-производственного объединения «Радиус» Министерства радиопромышленности СССР, гор. Ленинград                                                                            | 30.12.1990      | [ ГС 172 ] |
| 180        | Громова Вера Ивановна                | 26.12.1929 — 17.07.2015 | Овцевод колхоза «Расцвет» Удомельского района Калининской области | 22.03.1966      | [ ГС 173 ] |
| 181        | Громова Вера Константиновна          | род. 1927               | Трактористка совхоза имени Петровского Березанского района Николаевской области | 08.04.1971      | [ ГС 174 ] |
| 182        | Громова Мария Сергеевна              | 10.08.1929 — 13.05.2008 | Доярка госплемзавода «Коммунарка» Ленинского района Московской области | 10.02.1975      | [ ГС 175 ] |
| 183        | Громова Серафима Андреевна           | 14.06.1923 — 16.09.2013 | Мастер завода «Микрон» при Научно-исследовательском институте молекулярной электроники научно-производственного объединения «Научный центр» Министерства электронной промышленности СССР, гор. Москва                                                  | 30.12.1990      | [ ГС 176 ] |
| 184        | Громотков Николай Васильевич         | 1928 — 20.02.1999       | Шофёр Петропавловского пассажирского автотранспортного предприятия № 1 Министерства автомобильного транспорта РСФСР, Камчатская область | 04.05.1971      |            |
| 185        | Громцев Борис Константинович         | 23.02.1921 — 26.02.1994 | Первый заместитель генерального директора, главный инженер Люберецкого научно-производственного объединения «Союз» Министерства машиностроения СССР, Московская область                                                                                | 12.08.1976      | [ ГС 177 ] |
| 186        | Гросу Иван Александрович             | 07.07.1923 — ????       | Бригадир совхоза «Цветущая Молдавия» Каларашского района Молдавской ССР | 30.04.1966      | [ ГС 178 ] |
| 187        | Грошев Алексей Яковлевич             | 29.05.1930 — 08.09.2001 | Бригадир слесарей-монтажников Центрального строительно-монтажного управления Всесоюзного треста «Спецэлеватормельмонтаж» Министерства сельского строительства РСФСР, гор. Воронеж                                                                      | 07.05.1971      | [ ГС 179 ] |
| 188        | Грудинин Виктор Фёдорович            | 20.03.1909 — 04.04.1969 | Начальник прокатного цеха Машиностроительного и металлургического Кировского завода Министерства оборонной промышленности СССР, гор. Ленинград | 28.07.1966      | [ ГС 180 ] |
| 189        | Груздев Александр Александрович      | 18.09.1909 — 10.09.2000 | Директор Ленинградского металлического завода имени XXII съезда КПСС Министерства тяжёлого, энергетического и транспортного машиностроения СССР | 09.07.1966      | [ ГС 181 ] |
| 190        | Груздов Иван Павлович                | 10.03.1936 — 13.12.2003 | Председатель колхоза «Заря Коммунизма» Кореневского района Курской области | 23.12.1976      | [ ГС 182 ] |
| 191        | Грузинцев Степан Антонович           | 22.05.1911 — ????       | Бригадир тракторно-полеводческой бригады Балкашинского совхоза Молотовского района Акмолинской области | 11.01.1957      | [ ГС 183 ] |
| 192        | Грушецкий Иван Самойлович            | 22.08.1904 — 28.11.1982 | Председатель Президиума Верховного Совета Украинской ССР, гор. Киев | 21.08.1974      | [ ГС 184 ] |
| 193        | Грушка Нина Ивановна                 | 31.03.1929 — 13.10.2006 | Доярка колхоза имени Ленина Лебединского района Сумской области | 08.04.1971      | [ ГС 185 ] |
| 194        | Грушкевиц Иохан Ансович              | 14.01.1893 — 19.03.1977 | Председатель колхоза «Падомью Латвия» Вентспилсского района Латвийской ССР | 15.02.1958      | [ ГС 186 ] |
| 195        | Грушко Пинхас Наумович               | 1898 — ????             | Председатель колхоза «Большевик» Трояновского района Житомирской области | 06.06.1952      |            |
| 196        | Грущенко Анна Ивановна               | род. 12.03.1936         | Свинарка совхоза № 5 Чугуевского района Харьковской области | 08.04.1971      | [ ГС 187 ] |
| 197        | Грущенко Раиса Фёдоровна             | 06.12.1920 — 29.09.1996 | Звеньевая Пустовойтовского свеклосовхоза Министерства пищевой промышленности СССР, Глобинский район Полтавской области | 29.08.1949      | [ ГС 188 ] |
| 198        | Грущинский Анатолий Евстафьевич      | 25.12.1932 — 16.08.1976 | Бригадир колхоза «Маяк» Первомайского района Томской области | 08.04.1971      | [ ГС 189 ] |
| 199        | Грызлов Василий Фомич                | 28.04.1907 — 09.06.1968 | Токарь-расточник Ковровского электромеханического завода Министерства оборонной промышленности СССР, Владимирская область | 28.07.1966      | [ ГС 190 ] |
| 200        | Грызунов Иван Фёдорович              | 28.07.1909 — 10.05.1969 | Дояр совхоза «Шиловский» Шиловского района Рязанской области | 07.02.1957      | [ ГС 191 ] |
| 201        | Грязев Василий Петрович              | 04.03.1928 — 01.10.2008 | Заместитель начальника и главного конструктора Конструкторского бюро приборостроения Министерства оборонной промышленности СССР, гор. Тула | 11.03.1984      | [ ГС 192 ] |
| 202        | Грязев Владимир Александрович        | 03.09.1929 — 27.12.1992 | Звеньевой бригады трактористов колхоза «Молот» Шегарского района Томской области | 30.03.1948      | [ ГС 193 ] |
| 203        | Грязев Николай Андреевич             | 19.12.1926 — 09.12.2011 | Слесарь Воронежского завода полупроводниковых приборов Министерства электронной промышленности СССР | 26.04.1971      | [ ГС 194 ] |
| 204        | Грязев Пётр Иванович                 | 26.08.1925 — 14.11.1999 | Вальцовщик Никопольского южнотрубного завода Министерства чёрной металлургии Украинской ССР, Днепропетровская область | 22.03.1966      | [ ГС 195 ] |
| 205        | Грязева Прасковья Степановна         | 1912 — ????             | Звеньевая колхоза имени Ленина Братского района Николаевской области | 23.04.1949      |            |
| 206        | Грязин Илья Макарович                | 1908 — 08.05.1991       | Мастер электросталеплавильного цеха Златоустовского металлургического завода Челябинского совнархоза | 19.07.1958      | [ ГС 196 ] |
| 207        | Грязин Павел Васильевич              | 25.12.1924 — ????       | Бригадир электропечи Актюбинского завода ферросплавов Актюбинского совнархоза | 19.07.1958      | [ ГС 197 ] |
| 208        | Грязнов Александр Николаевич         | 11.11.1922 — 05.04.2005 | Первый секретарь Шадринского райкома КПСС, Курганская область | 23.12.1976      | [ ГС 198 ] |
| 209        | Грязнов Николай Григорьевич          | 07.08.1929 — 21.11.2002 | Машинист машины по уборке фрезерного торфа торфопредприятия «Туголесский Бор» Министерства топливной промышленности РСФСР, Шатурский район Московской области                                                                                          | 20.04.1971      | [ ГС 199 ] |
| 210        | Грязных Анастасия Никандровна        | 22.02.1922 — 22.03.2012 | Доярка племенного завода «Тагил» Пригородного района Свердловской области | 22.03.1966      | [ ГС 200 ] |

| Навигационная таблица | Навигационная таблица   |
| --------------------- | ----------------------- |
| «Г»                   | Габалис — Гаязова       |
| «Г»                   | Гвадзабия — Гныдюк      |
| «Г»                   | Гоберман — Гошхотелиани |
| «Г»                   | Грабин — Грязных        |
| «Г»                   | Губа — Гюрекян          |